# Viện Nghiên cứu quản lý kinh tế Trung ương
Viện Nghiên cứu Chính sách và Chiến lược được thành lập năm 1978, là Viện cấp Quốc gia, trực thuộc Ban Chính sách, chiến lược Trung ương, có chức năng nghiên cứu, tham mưu, phối hợp thẩm định và đề xuất cho Ban về các vấn đề liên quan đến chủ trương, đường lối, chính sách, chiến lược phát triển kinh tế - xã hội.
Viện Nghiên cứu Chính sách và Chiến lược có tư cách pháp nhân, con dấu, trụ sở tại Hà Nội; được mở tài khoản tại Kho bạc Nhà nước và ngân hàng thương mại tại Việt Nam để giao dịch theo quy định của pháp luật. Kinh phí hoạt động do Nhà nước bảo đảm theo quy định của pháp luật.

## Nhiệm vụ và quyền hạn
Theo Quyết định số 72-QĐ/BCSCLTW ngày 28/2/2025 của Trưởng ban Ban Chính sách, chiến lược Trung ương về chức năng, nhiệm vụ và tổ chức bộ máy của Viện Nghiên cứu Chính sách và Chiến lược trực thuộc Ban Chính sách, chiến lược Trung ương, Viện có các nhiệm vụ và quyền hạn sau:

### Nhiệm vụ
1. Nghiên cứu, tham mưu, đề xuất đường lối, chủ trương, định hướng chiến lược, kế hoạch, cơ chế, chính sách nhằm phát triển kinh tế - xã hội và phát triển kinh tế thị trường định hướng xã hội chủ nghĩa, đặc biệt là: Mô hình phát triển kinh tế - xã hội, đột phá thể chế, khoa học, công nghệ, đổi mới sáng tạo, hội nhập quốc tế, phát triển bền vững, cải thiện môi trường kinh doanh và nâng cao năng lực cạnh tranh quốc gia, nâng cao năng suất lao động, phát triển lực lượng sản xuất, hoàn thiện quan hệ sản xuất, khơi thông các nguồn lực của nền kinh tế.
2. Phối hợp, tham gia công tác theo dõi, đánh giá, sơ kết, tổng kết việc thực hiện các nghị quyết, kết luận, chỉ thị của Trung ương về kinh tế - xã hội theo phân công của Lãnh đạo Ban.
3. Phối hợp, tham gia về công tác thẩm định các chính sách, chiến lược, quy hoạch, kế hoạch, đề án, dự án phát triển kinh tế - xã hội theo phân công của Lãnh đạo Ban.
4. Thực hiện công tác đào tạo, tư vấn, bồi dưỡng về các lĩnh vực liên quan đến chức năng, nhiệm vụ được giao và theo phân công của Lãnh đạo Ban.
5. Tổ chức các diễn đàn, hội thảo, tọa đàm khoa học liên quan đến chức năng, nhiệm vụ được giao.
6. Thực hiện hợp tác nghiên cứu với các tổ chức trong và ngoài nước theo quy định để phục vụ chức năng, nhiệm vụ được giao.
7. Chủ trì và tham gia thực hiện nghiên cứu các đề tài, nhiệm vụ khoa học.
8. Làm nhiệm vụ thường trực Hội đồng khoa học của Ban.
9. Thực hiện các hoạt động truyền thông chính sách trong lĩnh vực kinh tế - xã hội và các lĩnh vực liên quan khác theo phân công của Lãnh đạo Ban.
10. Quản lý viên chức, người lao động, tài chính, tài sản, trụ sở được giao theo quy định của pháp luật và phân cấp của Trưởng Ban.
11. Thực hiện các nhiệm vụ khác do Lãnh đạo Ban giao.

### Quyền hạn
1. Được cung cấp thông tin, tài liệu; được liên hệ với các tổ chức, cá nhân có thẩm quyền để triển khai chức năng, nhiệm vụ theo chỉ đạo của Lãnh đạo Ban.
2. Được sử dụng chế độ chuyên gia, cán bộ biệt phái, chế độ cộng tác viên và hợp đồng lao động theo quy định để thực hiện chức năng, nhiệm vụ.
3. Cử viên chức thuộc Viện tham gia các cuộc họp, hội nghị, hội thảo, diễn đàn, khảo sát ở trong và ngoài nước theo quy chế làm việc của Ban và các quy định có liên quan theo phân cấp của Trưởng Ban.
4. Trình Lãnh đạo Ban xem xét, phê duyệt việc nhận hỗ trợ kỹ thuật từ các cơ quan, tổ chức trong và ngoài nước cho các hoạt động của Viện sau khi có chủ trương của cấp có thẩm quyền.
5. Cung cấp hoạt động tư vấn theo quy định của pháp luật và Quy chế làm việc của Ban.

## Lãnh đạo hiện nay
- Viện trưởng: Trần Thị Hồng Minh
- Phó Viện trưởng:
  1. Nguyễn Hoa Cương
  2. Đặng Đức Anh
  3. Lương Văn Khôi

## Cơ cấu tổ chức
(Theo Quyết định số 72-QĐ/BCSCLTW ngày 28/2/2025 của Trưởng ban Ban Chính sách, chiến lược Trung ương)
- Phòng Nghiên cứu tổng hợp và hội nhập quốc tế
- Phòng Nghiên cứu kinh tế ngành và địa phương
- Phòng Nghiên cứu phát triển doanh nghiệp
- Phòng Nghiên cứu chính sách khoa học công nghệ và đổi mới sáng tạo
- Phòng Nghiên cứu xã hội và môi trường
- Phòng Hành chính

## Lãnh đạo qua các thời kỳ

### Viện trưởng
1. Nguyễn Văn Trân từ 1978 đến 1989
2. Đoàn Đỗ (Quyền Viện trưởng từ 1989 đến 1991)
3. Đoàn Duy Thành, Viện trưởng từ 1991 đến 1992
4. Lê Đăng Doanh, Viện trưởng từ 1993 đến 2002
5. Đinh Văn Ân, Viện trưởng từ 2002 đến 2009
6. Lê Xuân Bá, Viện trưởng từ 2009 đến tháng 9 năm 2013
7. Nguyễn Đình Cung, Quyền Viện trưởng từ tháng 10 năm 2013 đến 29 tháng 5 năm 2014; Viện trưởng từ 29 tháng 5 năm 2014 đến tháng 8 năm 2019
8. Trần Thị Hồng Minh, Viện trưởng từ tháng 12 năm 2019 đến nay.